# Бајковита чудовишта
Бајковита чудовишта: Дракула, Алиса, Супермен и други књижевни пријатељи (енгл. Fabulous Monsters: Dracula, Alice, Superman, and Other Literary Friends) је књига аргентинско-канадског есејисте, романописаца, преводилаца, уредника и антологичара Алберта Мангела (енгл. Alberto Manguel) (1948), објављена 2019. године. Српско издање књиге објављено је 2020. године у издању "Геопоетике" из Београда у преводу Владимира Копицла.

## О аутору
Алберто Мангел је рођен у Буенос Ајресу 1948. године. Године 1985. је постао канадски држављанин. Живео је у Израелу, Аргентини, Италији, Енглеској и Француској. Мангел је антологичар, преводилац, романописац, есејиста, уредник и антологичар. Пише и прилоге за новине и часописе широм света. 
Гостујући је професор на Универзитету Њуфаундленда, на Берлинском универзитету, универзитету у Монктону и стални је сарадник британског часописа Times. Почасни је доктор Универзитета у Лијежу и члан Фондације Гугенхајм.
Добио је следеће награде: Premio Germán Sánchez Ruipérez у Шпаинији, Harbourfront у Канади, Grinzane Cavour у Италији и Roger Caillois у Француској. Носилац је титуле Officier des Arts et des Lettres Француске владе.

## О књизи
Алберто Мангел је са књигом Бајковита чудовишта изнео схватање како књижевни јунаци могу да преиначе књиге у водиче наших живота. Како књижевни ликови живе заједно са нама од детињства надаље. Кроз године јунаци мењају своје идентитете и излазе из својих прича са циљем да нас подуче комплексности љубави, губитка, и света самог.
Бајковита чудовишта говори о ликовима који су трајно, из литературе, настањени у свести Албетра Мангела. Сопствени идентитет обликовао је на основу нестварних ликова. Књига садржи и ауторове илустрације вечитих јунака. Ту су његови омиљени јунаци: Црвенкапа, Капетан Немо, Џим из „Хаклбери Фина”, Дон Жуан, мала сестра Фиби из Селинџеровог „Ловца у житу”, Успавана лепотица, Робинзон Крусо, Квазимодо, Фауст... Ексклузивно за српско издање књиге Мангел је описао и лик Краљевића Марка. 
У Предговору књиге Алберто Мангел каже:
| „ | ...није сваки књижевни лик прави изабраник свакога читаоца; само они које највише волимо пратиће нас годинама. | ” |

### "Књижевни пријатељи" Алберта Мангела
Аутор је описао своје књижевне пријатеље и обогатио приказе са сопственим илустрацијама. Бајковита чудовишта која су приказана су следећа:
- Господин Бовари
- Црвенкапа
- Краљевић Марко
- Дракула
- Алиса
- Фауст
- Гертруда
- Супермен
- Дон Жуан
- Лилит
- Јеврејин луталица
- Успавана лепотица
- Фиби
- Сјинг Чен
- Џим
- Химера
- Робинсон Крусо
- Квиквег
- Тиранин Бандерас
- Сид Хамет Бененгели
- Јов
- Квазимодо
- Казобон
- Сатана
- Хипогриф
- Капетан Немо
- Франкештајново чудовиште
- Сенди
- Јона
- Дона Емилија
- Вендиго
- Хајдин деда
- мудра Елза
- Лонг Џон Силвер
- Карађоз и Хачиват
- Емил
- Синбад
- Вејкфилд